# Artère circonflexe de la scapula
L'artère circonflexe de la scapula (ou branche postérieure de l’artère sous-scapulaire ou branche scapulaire de l’artère sous-scapulaire) est une artère du membre supérieur.

## Trajet
L'artère circonflexe de la scapula est une branche terminale de l'artère subscapulaire.
Elle s'incurve autour du bord axillaire de l'omoplate et traverse l'espace axillaire médial. anatomique entre le muscle petit rond en haut, le muscle grand rond en bas et du chef long du muscle triceps brachial latéralement.

## Zone de vascularisation
Elle donne trois rameaux :
- un rameau antérieur pénètre dans la fosse subscapulaire sous le muscle subscapulaire qu'elle vascularise et s'anastomose avec l'artère scapulaire transversale et l'artère scapulaire dorsale ;
- un rameau descendant le long du bord axillaire de l'omoplate, entre les muscles grand rond et petit rond ;
- un rameau dorsal qui irrigue les muscles de la fosse infra-épineuse.

En plus de ceux-ci, de petites branches sont réparties sur la partie postérieure du muscle deltoïde et le long chef du muscle triceps brachial, s'anastomosant avec une branche ascendante de l'artère profonde du bras.